# Cotangente
Pour les articles homonymes, voir Cot.
La cotangente, de symbole usuel cot ou cotan (autrefois cotg), est une fonction trigonométrique.

## Définition
Géométriquement, dans un triangle rectangle {\displaystyle ABC} d'hypoténuse {\displaystyle [AB]} :
{\displaystyle \cot {\widehat {A}}=\mathrm {\frac {AC}{BC}} }.
En trigonométrie :
{\displaystyle \cot \theta ={\cos \theta  \over \sin \theta }={1 \over \tan \theta }}.

## Propriétés
La fonction cotangente vérifie l'égalité :
{\displaystyle 1+\cot ^{2}x=\csc ^{2}x}.

### Dérivée
La dérivée de la cotangente est :
{\displaystyle \cot 'x=-\csc ^{2}x}.

### Primitive
Les primitives de la cotangente sont définies par :
{\displaystyle \int \cot x\,\mathrm {d} x=\ln(\sin x)+C}.

### Développement en série
On a le développement en série de Laurent, où {\displaystyle B_{k}} désigne le {\displaystyle k}e nombre de Bernoulli
{\displaystyle \cot x=\sum _{n=0}^{+\infty }{\frac {(-1)^{n}2^{2n}B_{2n}}{(2n)!}}x^{2n-1}},
mais aussi :
{\displaystyle \pi \cot(\pi x)={\frac {1}{x}}+\sum _{n=1}^{+\infty }{\frac {2x}{x^{2}-n^{2}}}=\sum _{n=-\infty }^{+\infty }{\frac {1}{x+n}}},
dont on déduit :
{\displaystyle \cot(x)={\frac {1}{x}}+\sum _{n=1}^{+\infty }{\frac {2x}{x^{2}-n^{2}\pi ^{2}}}=\sum _{n=-\infty }^{+\infty }{\frac {1}{x+n\pi }}}.